# Étang de la Motte
L’Étang de la Motte est un étang situé dans la forêt communale de Signy-le-Petit dans le département français des Ardennes. Il dispose d'une base de loisirs sur les berges.

## Historique
L'étang de la Motte est un étang artificiel créé vers 1550 pour produire la force motrice nécessaire à une forge située en aval et plus tard à une centrale électrique, aujourd'hui quasi disparues.
La commune de Signy-le-Petit en fait l'acquisition en 1982 pour y aménager notamment une base de loisirs.

## Description
L'étang de la Motte est le troisième étang artificiel traversé par le Gland entre sa source et Signy-le-Petit. Il est situé en aval de l'étang de la Fermière et de l'étang de Gland, et en amont de l'étang de la Forge.
L'étang de la Motte est entouré par la forêt de Signy-le-Petit.
Une base de loisirs y a été aménagée et est constituée d'une plage de sable, d'aires de pique-nique mais aussi d'un poste de secours, de sanitaires et de douches extérieures.

## Biodiversité
L'étang de la Motte est situé dans une zone naturelle d'intérêt écologique faunistique et floristique.
En queue d'étang se trouve une tourbière de grand intérêt écologique avec la présence d'espèces végétales rares comme le Comaret ou la Violette des Marais.

## Activités
Une plage de sable fin est accessible au bord de l'étang.
Il est possible de louer du matériel nautique (pédalo, paddle) pendant l'été.